# Carcelia diacrisiae
Carcelia diacrisiae là một loài ruồi trong họ Tachinidae.